# فيلق بانزر جروسدوتشلاند
فيلق بانزر جروسدوتشلاند فرقة بانزر ألمانية في فيرماخت التي شهدت الحرب على الجبهة الشرقية في 1944/1945 خلال الحرب العالمية الثانية.

## تاريخ الإنشاء والخدمة
في 28 سبتمبر 1944 ، أمرت القيادة العليا للجيوش الألمانية بإنشاء فيلق بانزر جروسدوتشلاند.  تم التخطيط لاحتواء قوات الفيلق وعدة فرق بانزر. وحدة يمكن استخدامها كاحتياطي قوي للجيش. ولتحقيق ذلك، كانت أجزاء من Panzergrenadier Großdeutschland، بينما احتفظ الفيلق بوضعه، وكان يستخدم كقاعدة ل Generalkommando Panzerkorps Großdeutschland.
وقوات الفيلق هي: 
- بقايا فرقة المدفعية الثامنة عشرة (المنحلة)
  - فرقة المدفعية - ستاب 18 (فرقة الموظفين)
  - Divisions-Nachrichten-Abteilung 88 (كتيبة الإشارات 88)
  - شعبة. ناتششوبتروبن 88 (قوات قسم التموين 88)
- فلول ( فيلق ) الجيش الثالث عشر
- عناصر من Panzer-Grenadier-Division Großdeutschland
  - غرينادا فوج فوجيسديشلاند الثالث
- عناصر من فوج بانزر-غرينادير-براندنبورغ
  - فوج جاغر (ألمانيا) 1 براندنبورغ الثالث
- عناصر من <i id="mwNQ">Wehrkreiskommando</i> I (المنطقة العسكرية الأولى)
- Feldpostamt zb الخامس 605 (مكتب بريد الميدان zb خامسا [للأغراض الخاصة] 605)

مع إضافة فوج بانزر-غرينادير-براندنبورغ، كان لدى الفيلق أول هيكل له مع فرقتين نشطتين.  أول قائد في الفيلق كان الجنرال دير بانزتروب ديتريش فون ساوكين، القائد السابق لفيلق XXX بانزر .
لا يزال في مرحلة التشكيل خلال هجوم فيستولا - الأودر السوفياتي الذي تلوح في الأفق، تم توجيه أمر إلى أفراده وفوج براندبورج إلى بولندا،  حين تم تقسيم شعبة Großdeutschland إلى بروسيا الشرقية. في نهاية المطاف لم يقاتل الفيلق ككيان موحد، وخلال التراجع نحو الغرب، تغير تركيبه باطراد. عندما تمت ترقيته فون ساوكين لقيادة الجيش الثاني في فبراير، خلفه الجنرال دير بانزتروب جورج ياور، الذي قاد القوات بانزر-جرينادير العشرين لم تستسلم مطلقًا، تم حل الفيلق في نهاية الحرب في 8 مايو 1945.